# Loxostege virescalis
Loxostege virescalis is een vlinder uit de familie grasmotten (Crambidae). De wetenschappelijke naam is voor het eerst geldig gepubliceerd in 1854 door Guenee.
De soort komt voor in Europa.